# Région irano-touranienne
Localisation
La région irano-touranienne est une écorégion située en Asie mineure. Elle est composée d'un grand plateau bordé de montagnes ou de mers. La végétation la composant est pour la majeure partie xérophile.

## Localisation
La région irano-touranienne s’étend à travers une grande partie de l'Asie mineure, couvrant l'Iran, l'Afghanistan, le Turkménistan, l'Ouzbékistan, le Kazakhstan, le Kirghizistan et le Tadjikistan. C’est en majorité un grand plateau d’une altitude de 800 à 1500 mètres. Elle est jouxtée au nord par la chaine de l'Elbrouz, à l’ouest s’étend la chaîne Zagros, et enfin à l’Est se trouve la chaîne de Hindou Kouch qui fait partie de la grande chaîne himalayenne.

## Climat
La région étant très grande, il est difficile de caractériser le climat de manière holiste. Cependant, étant donné que la majorité de la région se compose d’un plateau, il est possible de considérer celui-ci pour définir cette région. Le climat est sec avec moins de 200 mm de précipitations annuelles. Les pluies sont plus fréquentes en automne et en hiver. L’été, il y a une période sèche de trois mois. À cause de cette répartition inégale des précipitations, la continentalité y est très forte. L’hiver, la température peut descendre sous −5 °C et l’été les températures grimpent autour de 30 à 40 °C sur le plateau.

## Type de végétation
Cette région est très hétérogène, du point de vue topographique et climatique. Il en résulte une diversité floristique très grande. La flore principale est de type steppique, supportant une saison sèche. Les genres dominants sont : Astragalus, Cousinia, Silene, Allium.
Les arbres sont très peu présents, laissant la place aux herbes annuelles ou aux buissons xérophiles. Il y a trois grands types principaux et très différents de végétations qui peuplent la région irano-touranienne : les steppes, les déserts et les montagnes.

## Zones

### Steppes
Les steppes sont des régions semi-arides qui bordent les déserts et les montagnes. Ce sont des grands plateaux. La pluviométrie y est faible, entre 100 et 200 millimètres annuellement avec 3 à 6 mois sans pluies durant la saison chaude. L’amplitude thermique est très prononcée, que ce soit à l’échelle diurne ou annuelle. La végétation se compose d’herbacées adaptées aux faibles pluviométries et est définie par les températures minimales hivernales. Les plantes dominantes sont Artemisia herba-alba et Aristida plumosa.

#### Steppes chaudes
Cette zone se situe au sud-ouest de la région désertique centrale, avec des températures minimales de l’ordre de 10 °C lors de la période la plus froide de l’année, en janvier.

#### Steppes tièdes
Elles ont une température intermédiaire entre les deux autres types de steppes de l’ordre de 7 °C en janvier. Elles sont principalement présentes au centre, entre les steppes chaudes et froides.

#### Steppes froides
Les hivers sont froids avec des températures descendant facilement sous 4 °C. Cette zone se situe principalement le long de la chaine de l’Elbrouz au sud de celle-ci et dans le Kazakhstan. On y retrouve d'ailleurs une espèce très rare et caractéristique, Tulipa schrenkii.

#### La zone substeppique
Cette zone se caractérise par une pluviométrie plus importante que dans la zone steppique à proprement parler avec 200 à 450 milimètres de pluie par an. Elle borde principalement les chaines de montagnes ayant souvent une forme de bande entre les montagnes et la plaine, à limage d’un écotone. Suivant la latitude, la température change grandement, et s’échelonne entre substeppique froid pour le Nord et substeppique chaud pour le sud. Comme les steppes à proprement parler, la continentalité est forte. La végétation est extrêmement variée à cause de cela et tient autant d’influence de plantes de montagnes que de steppes, ce qui en fait une zone particulièrement riche. Il est donc plus simple de nommer des familles caractéristiques que des espèces dominantes. On retrouve ici comme espèces dominantes : Artemisia en particulier maritima et aucheri. Pour les herbacées: Asteraceae, Lamiaceae, Apiaceae, Fabaceae, Caryophyllaceae, Brassicaceae, Boraginaceae, Poaceae.
Les plantes buissonnantes et épineuses : Noaea mucronata, Lactuca orientalis, Astragalus, Cousinia, Acantholimon, Acanthphyllum, Echinops, Eryngium, Gundelia.

### Déserts
Ils se situent sur le plateau central, le plus grand se nomme Dasht-e-Lut. Il y a quelques précipitations en hiver avec en général 8 mois sans pluie. L’amplitude thermique journalière peut y être très grande, jusqu’à 50 °C. Le sol est principalement formé de sable et de rocailles avec par endroit de grandes concentrations de sels. Lors de la période hivernale, des lacs se forment, remplis par les pluies. Il n’est pas rare que des oueds apparaissent et irriguent ces lacs temporaires. Durant l’été les lacs se vident par évaporation et s’ils sont salés, la concentration saline augmente au point de créer une précipitation du sel.
Les bords des déserts ressemblent plus à une steppe qu’aux déserts. La frontière entre steppe et désert est déterminée principalement par la pluviométrie qui suit un gradient dégressif. La communauté floristique est assez pauvre seuls quelques buissons y subsistent comme : haloxylon persicum et Aristida pennata.

### Montagnes et collines
La topographie est très caractéristique de cette région, elle comporte des pentes très importante et une altitude souvent plus haute que la moyenne. La température est plus basse que sur le plateau et diminue avec l’altitude, les étés sont à une température moyenne de 24 °C et plus pour les zones situées sous 2500 mètres en pleine saison chaude (été) et le plus souvent négatives en hiver. Les températures sont négatives toute l’année pour les régions les plus hautes et les plus au nord, comme dans la chaine de l’Elbrouz qui compte de nombreux glaciers.
Les zones montagneuses bénéficient d’une pluviométrie mieux répartie durant l’année et plus importante. l’altitude en est la principale cause avec 600 mm en moyenne et une augmentation jusqu’à l’altitude de 2000 mètres. En montant plus haut la pluviométrie diminue, comme le taux d’évaporation, ceci permet aux plantes de se développer assez haut.
Le sol qui la compose est principalement le brunisol surtout dans les massifs de l’Elbrouz, du Kopet-Dag et de Zagros. On retrouve aussi du loess  en bord de reliefs, au fond des vallées proches des steppes et des régions désertiques.

#### La zone Caspienne (chaine de l’Elbrouz et de Khorasande)
Cette chaine de montagnes se situe au nord et bénéficie sur son côté nord d'une plus faible amplitude thermique et une forte pluviométrie assez régulière au long de l’année due à la mer Caspienne. Avec 600 à 2000 milimètres de pluie par an, c’est la région la plus humide irano-touranienne. Les hivers sont doux avec un peu moins de 8 °C et des étés à 25 °C. Le côté sud y ressemble beaucoup avec toutefois une plus grande continentalité et moins de pluies. La forêt climax de basse altitude se compose de Quercus castanaefolia, Carpinus betulus, Paliurus spina. Les herbes annuelles diminuent dans les endroits dépourvus d’arbres avec notamment Setaria spp., Dactylis glomerata, Andropogon ischaemum, Poa spp.
À partir de 1000 mètres, la végétation change avec la dominance de Fagus orientalis. On retrouve aussi Acer insigne, A. laetum, Tilia rubra, Fraxinus excelsior, Taxus baccata, Sorbus spp.. La région un peu plus sèche surtout au sud se compose de Quercus castanaefolia, Carpinus betulus, Carpinus orientalis.
On retrouve ici plutôt des herbes pérennes comme Festuca montana, Aristella bromoides, Agropyron panormitanum, Brachypodium sylvaticum, Dactylis glomerata, Melica spp., Bromus sp., Trisetum sp., Poa spp..
La zone à partir de 2000 mètres est bien plus froide et sèche. La forêt est composée d'Acer, Sorbus, Crataegus, Rhamnus, Prunus, Cotoneaster, Juniperus communis, Juniperus sabina, Lonicera caucasica, Viburnum lantana, laisse place peu à peu aux buissons et herbes comme Bromus tomentellus, Dactylis glomerata'',.

#### La chaine Zagros
Le climat est sec avec 400 mm par an. La forêt de climax se compose ici de chênes(Quercus persica, Quercus infectoria, Quercus libani) Ces espèces poussent entre 800 et 2600 mètres. On retrouve aussi des buissons (Pyrus syriaca, Celtis spp., Fraxinus syriaca, Prunus mahaleb, Amygdalus spp., Daphne angustifolia, Lonicera nummulariaefolia, Colutea persica, Berberis integerrima, Juglans regia). Comme herbacée il y a une dominance de Aegilops, mais plus en altitude se trouvent des herbes pérennes comme Hordeum bulbosum et Poa bulbosa.
Cette zone a beaucoup été défrichée par l’homme et on ne retrouve donc pas partout ce type de végétation. À partir de 1500 mètres en revanche, le climat est plus rude pour la culture et la flore est donc originelle. Les prairies sont composées principalement de Bromus tomentellus et Festuca valesiaca.

#### La haute montagne
Cette zone est caractérisée par sa hauteur, elle se place au-dessus des zones décrites ci-dessus. La température diminue de plus en plus pour atteindre les neiges éternelles.
L’altitude de cette zone est plus haute au sud car le climat y est plus doux. Les pluies y sont moins fréquentes que dans les zones plus basses, cela justifie la végétation de type alpine-substeppique, adaptée à un climat assez sec et froid. On y retrouve : Juniperus excelsa, Rosa, Lonicera, Daphne, Prunus, Amygdalus, Onobrychis cornuta, Astragalus, Acantholimon, Bromus, Festuca, Alopecurus spp, Dactylis glomerata, Trifolium, Lotus corniculatus, Euphorbia, Erysimum, Primula auricula.

## Le sol
La diversité du sol dans cette région est très grande, même plus que la végétation. On peut cependant regrouper 3 types généraux de sols qui recoupent plus ou moins les trois types majeurs de végétations de la région.

### Les sols forestiers
Comme son nom l’indique, ces sols sont recouverts de forêt. Ils sont principalement présents dans les régions d’altitude et montagneuses de la zone irano-touranienne, dans les diverses chaines de montagnes. La pluviométrie plus importante permet aux arbres de croitre et de se développer. En bas des montagnes, sur les zones moins pentues, on retrouve souvent des cultures en terrasses faites par l’homme, il profite en effet d’un sol cultivable et riche et transforme ce sol de manière durable avec l’utilisation d’engrais et du travail de la terre.

### Les sols alluviaux
Ils sont le résultat d’une longue érosion des montagnes environnantes, ils sont donc riches en minéraux et nutriments. Ces sols sont cultivés car ils bénéficient d’humidité qu’apporte une chaîne de montagne et aussi les nutriments qui proviennent de son érosion. Outre cela ils sont bien plus plats que les montagnes et se prêtent donc bien à l’agriculture. La plupart de ces types de sol sont cultivés par l’homme, la végétation originelle est donc absente.

### Les sols des steppes et des déserts
Ces sols sont très pauvres et très simples, ils n’ont que très peu de végétation qui influence ces derniers. La végétation les recouvrant va de steppique dense jusqu'à xérophile et parfois halophile. Les deux facteurs principaux qui définissent le type de végétation et sa densité sont la pluviométrie et la salinité du sol.

## Faune
La faune et surtout les grands mammifères sont menacés par les abattages de forêts toujours plus importants et la pression du bétail qui paît dans les steppes, pour subvenir aux besoins d’une population croissante.
Dans les régions steppiques et sur le plateau en général, la gazelle à goitre et le lièvre du Cap sont les deux herbivores endémiques, en effet ils affectionnent les régions semi-arides qui composent la majorité de la région irano-tourannienne. Certains oiseaux vivent dans les steppes tels que le rare Podoce de Pander ou la grue demoiselle. La vipère (vipera altaica) est aussi un animal relativement commun dans les steppes et elle se concentre aussi dans les régions montagneuses. En altitude et dans les montagnes, certains oiseaux typiques sont bec-d'ibis tibétain et tétraogalle de l'Himalaya.
Quelques grands carnivores caractérisent bien la région. Dans les steppes, on trouvait jadis des guépards asiatiques (Acinonyx jubatus venaticus). Certains groupes y survivent encore actuellement, mais ils sont très vulnérables. Dans les régions montagneuses en revanche on retrouve des meutes de loups. Ces régions étant restées assez sauvages, les meutes ne sont pour l’instant pas menacées. Les renards roux sont eux endémiques autant dans les montagnes que dans les steppes.

## Sources et références
1. ↑  (en) Djamali, M., Brewer, S., Breckle, S.W. & Jackson, Climatic determinism in phytogeographic region- alization : a test from the Irano-Turanian region, SW and Central Asia., Flora, 2012, p. 237–249
2. ↑  « Iran-o Turanian ».
3. ↑  « Five new records and two new reports of Cotoneaster Medik. (Rosaceae) for the Flora of Iran : Cinq enregistrements et deux signalements nouveaux du genre Cotoneaster Medik. (Rosaceae) de la Flore d’Iran », sur sciencepress.mnhn.fr, 17 mai 2022 (consulté le 7 janvier 2024).
4. ↑  (fr + en + it) « Centre national de données et informations sur la flore de Suisse ».
5. ↑  (en) Hossein Badripour, Country Pasture/Forage Resource Profiles, Téhéran, 2006, 34 p.
6. ↑  (en) « Flora of Naurzum Zapovednik ».
7. ↑  « Hortipedia Le portailinfojardin ».
8. ↑  (en) « eFloras.org ».
9. ↑  (en) « Vipera altaica TUNIYEV, NILSON & ANDRÉN, 2010 ».
10. ↑  « Birdline Internet ».
11. ↑  (en) « Central Iran », sur worldwildlife.org.